# .re
.re este un domeniu de internet de nivel superior, pentru Réunion (ccTLD).